# Christine Bernardi
Christine Bernardi (* 18. Mai 1955 in Paris; † 10. März 2018) war eine französische Mathematikerin.
Bernardi studierte ab 1974 an der École Normale de jeune filles in Paris und erwarb 1976 ihr Diplom (DEA) in Numerischer Mathematik. 1979 wurde sie an der Universität Paris VI promoviert (Thèse de troisième cycle) mit einer Arbeit über gemischte Finite-Elemente-Methoden bei der Navier-Stokes-Gleichung. Danach war sie beim CNRS (zunächst Chargé de Recherche, ab 1992 Forschungsdirektorin). 1986 folgte die Thèse d’État (Beiträge zur numerischen Analyse nichtlinearer Probleme). Sie war am Labor Jacques Louis Lions der Universität Paris VI. 2001 bis 2005 war sie im wissenschaftlichen Komitee (Steering Committee) des Isaac Newton Institute.
Sie beschäftigte sich mit Numerik partieller Differentialgleichungen, speziell der Hydrodynamik. Das Bernardi-Raugel-Element in der Finite Elemente Methode ist nach ihr und Geneviève Raugel benannt.
1995 erhielt sie den Blaise-Pascal-Preis. 2008 hielt sie einen Plenarvortrag auf dem Europäischen Mathematikerkongress in Amsterdam (From a posteriori analysis to automatic modeling). 2000 bis 2009 war sie Mitherausgeberin des Journal of Scientific Computing.
Sie war verheiratet und hatte drei Kinder.

## Schriften
- mit Yvon Maday: Approximations spectrales de problèmes aux limites elliptiques, Springer, 1992
- mit Monique Dauge, Yvon Maday: Spectral methods for axisymmetric domains, North-Holland, 1999
- mit Yvon Maday, Francesca Rapetti: Discrétisations variationnelles de problèmes aux limites elliptiques, Springer, 2004